# انتخبوا أم علي (مسرحية)
انتخبوا أم علي، مسرحية كوميدية كويتية. من بطولة عبد الرحمن العقل وعبد الناصر درويش وانتصار الشراح وداوود حسين وخليل إسماعيل، ومن تاليف محمد الرشود ومن إخراج نجف جمال، وقد تم عرض هذه المسرحية في عام 1993, تتناول المسرحية عدة قضايا منها حق المرأة السياسي وفكرة دخول المرأة الكويتية إلى مجلس الامة الكويتي وكيف سيؤثر ذلك على حياتها العائلية كما تطرح المسرحية قضية الاسرى الكويتين في السجون العراقية.

## قصة المسرحية
تحكي المسرحية قصة أم علي (انتصار الشراح) التي تقرر خوض الانتخابات البرلمانية ويؤيدها في ذلك زوجها أبو علي (خليل إسماعيل) وإبنهما الأصغر جمال (عبد الناصر درويش), ولكن يعارضها إبنها الأكبر علي (عبد الرحمن العقل)، لأنه لا يؤمن بفرصة نجاحها، فيذهب لتأييد عمه بوحمد (داوود حسين) الذي لايتقن الحديث باللهجة الكويتية فيكون علي مفتاحه الانتخابي، تتواصل أحداث المسرحية وتنجح أم علي في الوصول لقبة البرلمان فتتأثر علاقتها مع زوجها بسبب انشغالها في العمل البرلماني.

## المشاركون
- خليل إسماعيل
- عبد الرحمن العقل
- داوود حسين
- انتصار الشراح
- عبد الناصر درويش
- محمد العجيمي
- منى عبد المجيد
- عبد الله العتيبي
- صباح جابر
- سليمان المرزوق